# Pierre-Louis Lions

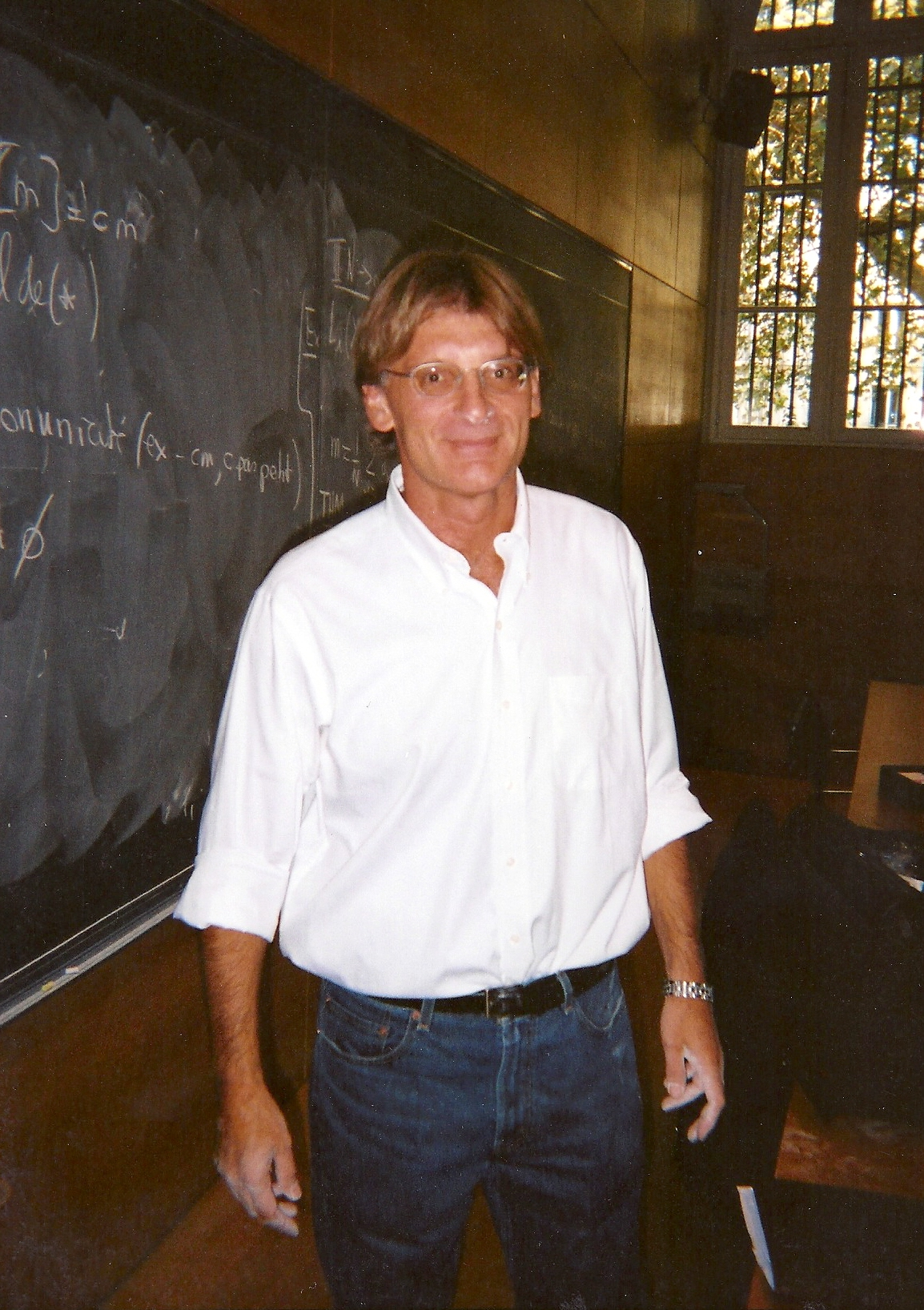
Pierre-Louis Lions (2005)

Pierre-Louis Lions (* 11. August 1956 in Grasse, Frankreich) ist ein französischer Mathematiker.

## Leben
Sein Vater Jacques-Louis Lions war ebenfalls ein bedeutender Mathematiker. Lions ging in Paris auf das Lycée Louis-le-Grand und studierte dann an der École normale supérieure von 1975 bis 1979. Er promovierte 1979 bei Haïm Brézis an der Universität Pierre und Marie Curie und war dann Forscher am CNRS. 1981 wurde er Professor an der Universität Paris-Dauphine. 1995 wurde er Forschungsdirektor am CNRS. Außerdem war er ab 1992 Professor für Angewandte Mathematik an der École polytechnique.
Er arbeitet vor allem auf dem Gebiet der nichtlinearen partiellen Differentialgleichungen, insbesondere der Fluidmechanik. Seine Ideen zur Analyse von Existenz und Eindeutigkeit von Lösungen solcher Gleichungen, insbesondere die Energiemethode, zeichnen sich durch Anwendbarkeit auf viele Typen von Gleichungen aus. 1983 führte er mit M. G. Crandall die „Viskositätsmethode“ zum Studium nichtlinearer partieller Differentialgleichungen ein, damals für die Hamilton-Jacobi-Gleichung. Seitdem erweiterte Lions den Anwendungsbereich auf nichtlineare entartete elliptische partielle Differentialgleichungen 2. Ordnung. Weitere Arbeiten von Lions betreffen die Boltzmanngleichung der statistischen Mechanik. 1989 gab er mit Ronald DiPerna eine strenge Lösung an für beliebige Anfangsdaten.
Derzeit lehrt er als Professor für partielle Differentialgleichungen und deren Anwendungen am Collège de France in Paris sowie an der École polytechnique.
Er ist seit 1979 verheiratet und hat einen Sohn.

## Auszeichnungen
1994 erhielt er die Fields-Medaille (Plenarvortrag auf dem ICM: On some recent methods for nonlinear partial differential equations). Weitere Auszeichnungen sind der IBM Preis 1987 und der Philip-Morris-Preis 1991. Lions ist Ehrendoktor der Heriot-Watt University (Edinburgh), der EPFL (2010) und der City University of Hong Kong. Er ist Mitglied der französischen Akademie der Wissenschaften (1994) und erhielt deren Ampère Preis 1992 und deren Doistau-Blutet Preis 1986. Seit 1995 ist er ordentliches Mitglied der Academia Europaea. 2015 wurde er als assoziiertes Mitglied in die Königliche Akademie von Belgien aufgenommen. Er ist Ritter der Ehrenlegion. 1992 hielt er einen Plenarvortrag auf dem ersten Europäischen Mathematikerkongress in Paris (On some recent methods in nonlinear partial differential equations). 1983 war er Invited Speaker auf dem Internationalen Mathematikerkongress in Warschau (Hamilton-Jacobi-Bellman equations and the optimal control of stochastic systems) und 1990 in Kyōto (On kinetic equations).

## Schriften
- Mathematical Topics in Fluid Mechanics, Volume 1 Incompressible Models, 1996, Oxford Science Publications
- Mathematical Topics in Fluid Mechanics, Volume 2 Compressible Models, 1998, Oxford Science Publications